# Илија Барјактаровић
Илија Барјактаровић (Извор, око 1771 — Свилајнац, пролеће 1828) био је српски војвода и учесник Првог српског устанка.
Устаницима се придружио тек 1805, након српске победе на Иванковцу. Убрзо затим Карађорђе га је поставио за војводу у параћинској нахији. На положају параћинског војводе Илија је остао дуго, све до 1809. када га је вожд послао на Делиград, где је остао до 1813. Исте те године добио је звање главнокомандујућег. Заповедао је југоисточним фронтом, чије је средиште било у Делиграду.
Илија је био и човек за решавање многих послова у међународним односима. Када су Турци 1813. били пред нападом на устанике, он је са њима обављао преговоре.

## Живот пре прикључења устаницима
Илија Барјактаровић је рођен око 1771. у селу Извору, које је припадало параћинској нахији. У свом крају је био познат као трговац стоком и највероватније захваљујући том послу упознао је Карађорђа још пре Првог српског устанка. Када су Срби устали против дахија, Илија је још неко време обављао трговачке послове, а затим се прикључио устаницима.

## Прикључење устаницима
У бици на Иванковцу 6. августа 1805. Миленко Стојковић и Петар Добрњац потукли су Турке, а Хафиз-паша је био рањен. Поражени Турци су се затим повукли у Параћин, који је у то време припадао лесковачком, а не београдском пашалуку. Карађорђе је на место битке дошао тек када је она била завршена. Одлучио је да на оружје подигне параћинску нахију. Стога је заједно са Миленком Стојковићем отишао у село Извор код свог познаника Илије Барјактаровића. После поздрављања и неколико размењених речи вожд је упитао свог домаћина: „Коекуде, брат Илија, шта мисли параћинска нахија: да ли ће с нама или ће с Турцима?“ Овај му на то одговори: „Само чека да ви дођете, па ћемо с вама сви до једнога!“ Када је ово чуо Карађорђе му је рекао: „То је лепо. И кад је тако, а ти скупи људе, нек су готови, и нека понесу секире и мотике, јер оружја, знам, немате!“ Тако се Илија прикључио устаницима тек 1805. и то после српске победе на Иванковцу. Већ наредног дана дошао је са 200 људи у Параћин, и ту су на брду започели да копају шанчеве. Убрзо затим Хафиз-паша је отишао са својом војском према Нишу, а Карађорђе је Илији Барјактаровићу дао војводску диплому и поставио га за војводу у параћинској нахији.

## Илија као војвода и главнокомандујући Делиградског утврђења
На положају параћинског војводе Илија је остао дуго, решавајући сва важна питања. Када је наступила 1809. вожд га је послао на Делиград, тако да се све до 1813. углавном налазио на овом утврђењу. Мада, повремено се враћао у свој крај, а умео је и да прискочи у помоћ другим војводама. У лето 1810. војвода Илија се неко време налазио у Пољани, са делом своје војске, потпомогнутом од тамошњих житеља. Међутим, њему и војводи Илији Стојшићу Хомољском, никако није полазило за руком да задрже потпуно под својом контролом тимочки крај и измире завађене црноречке кнезове са народом. Зато је и одсуство војводе Вељка из овог краја било сасвим видно.
Илија и Карађорђе су одржавали сталну преписку, о чему сведочи вождов Протокол, у коме се на више од седамдесет места налазе заведена писма, која је он упутио свом војводи. Значај делиградског утврђења, које се налазило на Цариградском друму, с једне стране, и Илијино обављање међународних послова, с друге стране, свакако су битно утицали да ова преписка буде обострана и честа.
Припремајући Србију за одбрану Карађорђе је 1813. обновио звање главнокомандујућег, односно главног команданта. Том приликом је и Илија Барјактаровић добио ово звање. Заповедао је југоисточним фронтом, чије је седиште било у Делиграду. За њега се не може рећи да је био изразит јунак, попут неких других српских војвода. Мада, и он се борио са Турцима у биткама на Чегру 1809. године и оној последњој 1813. на Делиграду, као командант југоисточне устаничке војске. Међутим, Илија је у другом смислу био значајна личност. Обављао је многе управне и судске послове, а такође је био права личност за решавање многих послова у међународним односима.
Када су Турци били пред нападом на устанике, Илија је са њима обављао преговоре. На основу одлука војводске Скупштине јануара 1813. била је састављена нова српска депутација, коју су поред Илије чинили Живко Шљивић, Јефто Савић-Чотрић и Гаврило Николајевић. Њихов задатак био је да оду у Ниш и наставе преговоре са Турцима. Депутати су Турцима поднели следеће српске захтеве:
- Граница Србије остаје непромењена и нико нема право да се меша у послове српске државе;
- Порта признаје бератом Карађорђа за врховног вожда;
- Постојећа управа (Савет, суд и друге власти) потврђују се ферманом;
- Срби обећавају покорност султану;
- Примају у Београд султанова везира са онолико Турака колико у преговорима буде уговорено, као знак поданства Османском царству;
- Годишњи данак сакупљају Срби и предају га везиру у Београду. Висина данка утврдила би се преговорима;
- Султану дају војну помоћ и ратују за њега против сваког;
- Сами одржавају и чувају царске градове, а уколико би они били нападнути, затражиће помоћ од султана;

Са овако формулисаним захтевима депутати су за Србију тражили аутономију, која је била комбинација онога што су устаници стекли оружјем и онога што су уживали у време Хаџи Мустафа-паше. У ствари, било је то пристајање, само на формално, али не и на стварно потчињавање Порти. Илија Барјактаровић и остали депутати предали су ове захтеве Карсли Али-паши и Челеби-ефендији. Међутим, Портини преговарачи су били непопустљиви.
Они су сматрали да би на тај начин било створено „у царству краљевство“. Карађорђа су прихватали једино ако се са свим устаницима потурчи, обећавајући да ће га одмах именовати за београдског везира. Илија Барјактаровић није могао да прихвати турску понуду, тако да су ови преговори сасвим пропали.
После велике офанзиве коју су 1813. извршили Турци, српска одбрана је била врло брзо и на многим местима пробијена. Видевши да је сваки даљи отпор безнадежан војвода Илија је напустио Делиград, а затим је попут Карађорђа отишао преко Дунава. У Србију се вратио 1815. године. Кнез Милош га је именовао за члана магистрата ћупријске нахије, у Свилајнцу. Од тада, па све до своје смрти, живео је у овој ресавској варошици.

## Породица и смрт
Имао је два сина: Саву и Радована, али није имао среће да га они надживе. Сава је умро у Немачкој од великих богиња, а Радована је неко отровао у Параћину. После Радованове смрти Илија је запао у велику жалост и депресију. Делом и као последица тога задесило га је велико сиромаштво. У знак жалости због губитка синова све до своје смрти је носио браду. Умро је у пролеће 1828. године. Сахрањен је с десне стране свилајначке цркве. Кад су Ресавци градили нову цркву, са његовог гроба нестала је бела плоча, са натписом. Његови потомци су после тога причали да је ова плоча разбијена и узидана у црквени темељ. Стари Свилајнчани су овај догађај коментарисали нешто другачије. По њиховом мишљењу гроб војводе Илије је раскопан 1842. да би тамо био сахрањен његов зет, кнез Ђорђе Костић.